# Fritz René Allemann
Fritz René Allemann (* 12. März 1910 in Basel; † 29. Oktober 1996 in Kleinrinderfeld) war ein Schweizer Journalist und Autor.

## Leben
Er kam als Sohn des Fabrikdirektors Joseph Allemann am 12. März 1910 in Basel zur Welt. Nach dem Besuch des mathematisch-naturwissenschaftlichen Gymnasiums studierte er Geschichte, Nationalökonomie und Soziologie an der Universität Basel. Anschliessend war er von 1930 bis 1932 an der Deutschen Hochschule für Politik in Berlin als Schüler bei Albert Salomon und Sigmund Neumann eingeschrieben. Er verzichtete auf den Abschluss des Studiums, da sich die Gelegenheit zu einem zweijährigen Aufenthalt in Südamerika bot; von 1934 bis 1936 lebte er in Brasilien, Paraguay, Argentinien und Chile.
F. R. Allemann begann seine journalistische Tätigkeit gleichzeitig mit der Immatrikulation an der Universität Basel (Werkstudent) und arbeitete als Lokalreporter und Mitarbeiter des Feuilletons der National-Zeitung Basel. Nach seiner Rückkehr aus Südamerika avancierte er zum Stellvertreter des Feuilletonredaktors, übernahm selbständig die Filmredaktion und war gleichzeitig Mitarbeiter im Auslandsteil.
1941 wurde er freier Mitarbeiter für Aussenpolitik bei der Tageszeitung Die Tat (Zürich). Danach arbeitete er von 1942 bis 1946 als Londoner Korrespondent der Tat, von 1946 bis 1947 als deren Pariser Korrespondent und von 1947 bis 1949 als Leiter der Auslandsredaktion in Zürich. Von 1949 bis 1960 war er Deutschlandredaktor der Tat (als einziger Auslandskorrespondent zeichnendes Redaktionsmitglied) mit Sitz erst in Frankfurt a. M., dann in Bonn.
1960 übersiedelte er (bis 1967) nach Berlin in der gleichen Eigenschaft und war dort bis 1964 ausserdem Mitherausgeber der Zeitschrift Der Monat. Seit 1967 wirkte er als freier redaktioneller Mitarbeiter unter festem Vertrag für die Tat, speziell für aussereuropäische Fragen, die iberischen Länder sowie Mittel- und Lateinamerika. Von 1964 bis 1970 arbeitete er an der Schweizer Wochenzeitung Die Weltwoche mit.
Allemann war 1966 Vorsitzender der ausländischen Presse in Berlin e. V. und häufiger Gast in Werner Höfers Fernsehsendung „Internationaler Frühschoppen“. 1971 wirkte er als Gastprofessur für jüngste deutsche Geschichte in Iowa City/USA. An diese Gastprofessur schloss sich eine siebenmonatige Autofahrt durch Mexico sowie Mittel- und Südamerika (Kolumbien, Ecuador, Peru, Bolivien und Chile) an. In den nächsten Jahren folgten weitere Reisen nach Mittel- und Südamerika und auch mehrmals jährlich nach Spanien und Portugal.
F. R. Allemann schrieb regelmässig für die folgenden deutschen Zeitungen: Kieler Nachrichten, Hannoversche Allgemeine, Neue Westfälische (Bielefeld), Kölner Stadt-Anzeiger, Rhein-Zeitung (Koblenz), Mannheimer Morgen, Badische Zeitung (Freiburg), Main-Echo (Aschaffenburg), Nürnberger Zeitung, Bremer Nachrichten sowie für die Salzburger Nachrichten und Het Parool (Amsterdam) und später weitere Schweizer Zeitungen.
F. R. Allemann veröffentlichte neben seiner journalistischen Arbeit viele Bücher. Thematische Schwerpunkte seiner Bücher bildeten die aktuelle deutsche Politik sowie Reiseberichte und -führer über die Iberische Halbinsel. Sein Buchtitel Bonn ist nicht Weimar wurde zum geflügelten Wort; in diesem Buch von 1956 würdigt er sachlich das damalige politische Leben in der Bundesrepublik.
1969 siedelte F. R. Allemann nach Kleinrinderfeld in Unterfranken um. Seine journalistische Tätigkeit beendete er 1994. Er starb am 29. Oktober 1996 an seinem Wohnort.

## Ehrungen
- 1972 erhielt F. R. Allemann den Kulturpreis des Kantons Solothurn (Schweiz), 1985 den Preis der Oertli-Stiftung als „Wiederentdecker der schweizerischen Vielfalt“, was sich auf sein Buch 25mal die Schweiz bezog.
- 1985 wurde ihm das Bundesverdienstkreuz 1. Klasse der Bundesrepublik Deutschland verliehen.

## Werke (Auswahl)
- Nationen im Werden. Eindrücke und Ergebnisse einer Balkan- und Vorderasien-Reise. Verlag für Politik und Gesellschaft, Würzburg 1955.
- Bonn ist nicht Weimar. Kiepenheuer & Witsch, Köln 1956; Neuausgabe: R.G. Fischer, Frankfurt am Main 2000, ISBN 3-89501-965-8.
- Fidel Castro. Die Revolution der Bärte. Rütten & Loening, Hamburg 1961.
- Zwischen Stabilität und Krise. Etappen der deutschen Politik 1955–1963. Piper, München 1963.
- 25mal die Schweiz. Piper, München 1965; 4., überarb. A. als 26 mal die Schweiz, ebd. 1985.
- 8mal Portugal. Piper, München 1971, überarbeitete und ergänzte Neuauflage 1977.
- Macht und Ohnmacht der Guerilla. Piper, München 1974.
- Spanien (mit Juan Goytisolo). Bucher, Luzern 1978.
- Portugal (mit Gustav Adolf Himmel). Bucher, Luzern 1979.
- Katalonien und Andorra (mit Xenia v. Bahder). Kunstreiseführer, DuMont, Köln 1980.
- Algarve, Lissabon (mit Jochen Faget und Heinrich Jaenecke). Deutscher Taschenbuch-Verlag, München 1987.